# Masques et Bergamasques
Masques et bergamasques opus 112 est une suite d'orchestre en quatre tableaux de Gabriel Fauré tirée de la musique de scène en huit tableaux écrite en 1919 pour un divertissement inspiré des personnages de la commedia dell'arte sur un livret de René Fauchois. Il est créé à Paris, le 1er mars à l'Opéra-comique sous la direction de René Fauchois et redonné par le même, le 10 avril 1919, au théâtre de Monte-Carlo avec succès.

## Structure
1. Ouverture : allegro molto vivo
2. Menuet, tempo di minuetto : Allegro moderato
3. Gavotte : Allegro vivo
4. Pastorale : Andante tranquillo

- Durée d'exécution : treize minutes